# Manuel Matallana Gómez
Manuel Matallana Gómez (Madrid, 25 de desembre de 1894 - ibídem, 1952) va ser un militar espanyol que va participar en la Guerra Civil Espanyola, jugant un important paper al final de la contesa. La seva actitud dubtosa en els últims mesos del conflicte, va motivar que posteriorment fos acusat de pertinença a la cinquena columna i col·laboracionisme amb agents franquistes. Al març de 1939 va mantenir contactes amb agents franquistes per a establir les condicions de la rendició i, una vegada fracassats, va signar l'ordre de rendició incondicional de totes les tropes republicanes.

## Biografia

### Carrera militar
Nascut a Madrid en 1894 en el si d'una família conservadora i d'alt nivell social. Com a fill d'un capità d'infanteria, Matallana va seguir també la carrera castrense. Entre 1909 i 1912 va realitzar els seus estudis a l'Acadèmia Militar d'Infanteria de Toledo, participant posteriorment en la Guerra del Marroc durant diversos períodes alterns. En 1923 va marxar a la Escola Superior de Guerra de Madrid, on va estar cursant estudis d'Estat Major durant 3 anys, llicenciant-se amb el diploma d'Estat Major.
Es trobava destinat en la La Corunya quan es va produir la proclamació de la Segona República Espanyola, a la qual aviat va jurar fidelitat al costat de gran part de l'Exèrcit espanyol. Pels seus anteriors serveis en la Campanya del Marroc, en aquesta època va ser condecorat amb la gran creu de l'Orde de Sant Hermenegild. Encara que durant aquesta època es va mantenir en la carrera castrense i va continuar amb la seva formació militar, també es va interessar per la Jurisprudència i en 1934, després de cursar els estudis corresponents, va obtenir la llicenciatura de Dret.

### Guerra Civil Espanyola
Després del cop d'estat a Espanya de juliol de 1936, va donar començament la Guerra Civil Espanyola i Matallana es va mantenir fidel a la República, ocupant en els primers mesos de la contesa diversos càrrecs burocràtics de poca importància. El 21 de maig de 1937 va substituir Vicent Rojo en la prefectura de l'Estat Major de l'Exèrcit del Centre, encara que va tornar a col·laborar amb ell novament a propòsit de la planificació de l'Ofensiva de Brunete. Al setembre del mateix any va ser ascendit a coronel.
El 30 d'abril de 1938, després del tall en dos de la zona republicana, va passar a ocupar la prefectura de Estat Major d'acabat de crear Grup d'Exèrcits de la Regió Central (GERC), i des d'allí va planificar la defensa de València enfront de la nova amenaça franquista que queia sobre la capital llevantina. Com a part del dispositiu defensiu va dirigir les obres per a la construcció de la Línia XYZ (també coneguda Línia Matallana), un sistema de defensa en profunditat que s'allargava des de la província de Terol fins al Mar Mediterrani. L'assalt franquista llargament esperat va començar en juny amb una gran concentració d'unitats militars i encara que va llançar nombroses escomeses, les tropes republicanes van aconseguir resistir l'envestida. Per la recent victòria defensiva en València, el 16 d'agost Matallana va ser ascendit a general.
En els últims mesos de 1938 va estar col·laborant amb Vicent Rojo com a encarregat de la planificació i organització del Pla P, una projectada ofensiva republicana sobre els fronts d'Extremadura i Andalusia que comptaria amb un desembarcament cimbell a Motril. Matallana, que al principi va col·laborar plenament en la seva planificació, va acabar oposant-se obertament. Després d'efectuar nombroses protestes i negatives, el Pla es va suspendre finalment al costat de la també nul·la col·laboració del general Miaja. El fracassat Pla P va ser substituït per una ofensiva menor en el front d'Extremadura, començada en 5 de gener de 1939, però malgrat els avanços i el territori conquistat el resultat va ser decebedor i a principis de febrer les tropes republicanes havien tornat al seu punt de partida. La deficient actuació de l'Exèrcit Popular controlat pels estalinistes en aquesta ofensiva va tornar a plantejar nombrosos dubtes sobre Matallana, la caserna general dels quals havia emès nombroses ordres contradictòries prohibint noves ofensives i alentint l'avanç. Matallana, d'altra banda, mantenia cada vegada una actitud més realista, especialment després de la derrota republicana en la batalla de l'Ebre i la campanya de Catalunya. La veritat és que des de començaments d'any la cinquena columna madrilenya venia tantejant la lleialtat de Matallana i altres oficials, i Matallana començava a contactar amb agents del servei secret franquista.
El 16 de febrer va assistir a una reunió en l'aeròdrom de Los Llanos (Albacete) entre el president del govern Negrín i els principals dirigents militars republicans. A la trobada van assistir els generals Menéndez, Miaja, Escobar i Moriones, i el almirall Buiza. Es va exposar la necessitat de negociar amb Franco el final de la guerra, en vista de la pèssima situació militar de la República. Matallana va dir que era una bogeria continuar la lluita i va apel·lar a l'humanitarisme del cap del govern. Si bé no es va decidir el final de la guerra, alguns militars republicans liderats pel coronel Casado ja es trobaven conspirant contra el govern per a donar un cop d'estat, prendre el control de la resta de la Espanya republicana, liquidar la influència comunista, i negociar el final de la guerra amb Franco. Cap a finals de febrer Matallana va tenir una intensa activitat amb l'enviament d'informes a la caserna general de Franco en els quals detallava els punts febles i punts forts del Grup d'Exèrcits de la Regió Central, en previsió d'un atac de l'Exèrcit franquista.
Matallana es trobava al costat de Negrín en la seva caserna general d'Elda quan el 5 de març es va produir el cop de Casado, per descomptat sense comunicar al president la seva connivència amb els colpistes. Quan Matallana va tornar a Madrid, allí es va unir obertament als revoltats. En vista de la resistència que estaven oferint les unitats comunistes enfront del cop d'estat, el 9 de març Matallana va confessar als agents franquistes amb els quals mantenia contacte que «esperava que una ofensiva general de Franco alliberés Madrid». El cop d'estat, tanmateix, va triomfar finalment gràcies entre altres a Cipriano Mera i a partir de llavors ell i Casado es van convertir en els principals interlocutors amb agents franquistes. En les últimes setmanes de març Matallana es va encarregar de la repressió dels comunistes participants en la resistència contra el cop de Casado. Quan es va produir l'ofensiva final dels exèrcits franquistes, el 29 de març va emetre les ordres i disposicions finals per les quals ordenava la rendició dels exèrcits republicans, la qual cosa va facilitar en gran manera l'avanç franquista i el final de la guerra.

### Represaliat i últims anys
Detingut a València el 29 de març, el 9 d'agost va ser jutjat per un consell de guerra sumaríssim. Encara que els jutges franquistes van valorar els seus anteriors «serveis prestats a la causa nacional», això no el va deslliurar de les represàlies, i el consell de guerra el va condemnar a 30 anys de presó. Posteriorment, per ordre de Franco la pena li va ser reduïda considerablement el 5 de juliol de 1940. Després de complir la pena de presó, va passar els seus últims anys de vida entre estretors econòmiques i misèries. En 1952 va intentar que se'l reconegués la seva graduació militar en l'Exèrcit Popular adduint que la seva causa havia prescrit ja, però no va aconseguir cap canvi per part de les autoritats franquistes. Moriria poc després, en 1952, amb 58 anys.